# Liste d'épaves émergées
Cette liste des épaves émergées recense, classifie et illustre les épaves notoires de navires échoués, encore visibles au dessus du niveau de la mer.

## Table des épaves émergées

### En Afrique
| Nom                                     | Coord.                             | Localisation                               | Circonstances | Illustration |
| --------------------------------------- | ---------------------------------- | ------------------------------------------ | --- | ------------ |
| Cabo Santa Maria                        | 16° 12′ 13″ N, 22° 51′ 55″ O       | Boa Vista, au Cap-Vert                     | Ce cargo espagnol construit en 1957 mesure 126,6 m de long et jauge 4 972 tonnes. Au premières heures du 1er septembre 1968, pris dans une tempête il s'échoue aux abords de l'île de Boa Vista ; l'équipage est évacué sans encombre, le naufrage s'étant produit au voisinage immédiat du rivage. Parti d'Espagne à destination d'Argentine et du Brésil, il convoyait notamment quatre cloches fondues pour la nouvelle cathédrale de Brasilia. |              |
| Épave de la plage d'El Haouzia          | 33° 19′ 10″ N, 8° 20′ 13″ O        | El Haouzia (en), au Maroc                  | Pris de nuit dans une tempête, l'équipage de ce cargo qui remonte des bois précieux d'Afrique en Europe confond le phare du port d'El Jadida avec la lueur du quartier Si Daoui, et s'échoue. Il a ultérieurement été coupé en deux et tiré sur la plage. |              |
| Que sera sera                           | 27° 02′ 53″ N, 13° 26′ 36″ O       | Laâyoune, au Maroc                         | Le Que sera sera est un sardinier islandais. Son capitaine et un marin meurent fin 2007 en pleine mer, intoxiqués par les gaz de fermentation de leur cargaison de poissons. L'équipage abandonne le navire sur la côte. |              |
| Eduard Bohlen                           | 23° 59′ 45″ S, 14° 27′ 27″ E       | Près de Conception Bay, en Namibie         | L'Eduard Bohlen est un cargo allemand (Hambourg, 1891, jauge brute 2 272 tonnes, longueur 94 m) qui pris dans un épais brouillard alors qu'il tente de rallier Le Cap depuis Swakopmund s'échoue le 5 septembre 1909 sur la côte des Squelettes. L'épave se situe au début du XXIe siècle dans les sables à cinq cents mètres du rivage, le désert du Namib ayant ici gagné sur l'océan. |              |
| Dunedin Star                            | 18° 08′ S, 11° 33′ E               | Côte des Squelettes, au nord de la Namibie | Ce navire frigorifique mis en service en 1936 (jauge 12 891 tonnes, longueur 168 m) participe à des actions militaires pendant la Seconde Guerre mondiale, comme le siège de Malte. En 1942, il quitte Liverpool chargé de munitions et de vivres pour l'armée britannique en Égypte, en passant par Le Cap. Le 29 novembre 1942 il heurte un obstacle sous-marin non identifié (probablement une mine) juste au sud de la frontière angolo-namibienne. Pour préserver ses 85 hommes d'équipage et 21 passagers (dont trois bébés), le capitaine le dirige vers la grève. De longues opérations de secours permettent de tous les sauver, au prix de la vie de deux sauveteurs. Le capitaine est jugé coupable de la perte du navire. |              |
| Zeila                                   | 22° 14′ 28″ S, 14° 21′ 13″ E       | Côte des Squelettes, en Namibie            | S'échoue à l'aube du 25 août 2008 quatorze kilomètres au sud de Henties Bay. |              |
| Plusieurs, dont Chasseloup-Laubat, etc. | 20° 53′ 57,84″ N, 17° 01′ 22,88″ O | Baie de Nouadhibou, en Mauritanie          | La baie de Nouadhibou sert de cimetière marin géant pour bateaux. |              |
| United Malika                           | 20° 46′ 15,8″ N, 17° 02′ 42,6″ O   | Cap Blanc, en Mauritanie                   | Ce navire frigorifique marocain mis à l'eau en 1979 s'échoue au Ras Nouadhibou le 4 août 2003. Les 17 membres d'équipage sont tous sauvés par la marine mauritanienne. |              |

### En Amérique
| Nom                | Coord.                              | Localisation                             | Circonstances | Illustration |
| ------------------ | ----------------------------------- | ---------------------------------------- | --- | ------------ |
| SS Sapona (en)     | 25° 39,04′ N, 79° 17,593′ O         | Dans les îles Bimini, aux Bahamas        | Le Sapona est un cargo à vapeur à coque de béton, construit pendant la Première Guerre mondiale. Reconverti en casino flottant, puis en entrepôt d'alcool pendant la Prohibition, il est finalement jeté sur le rivage par un ouragan en 1926. Pendant la Seconde Guerre mondiale l'épave sert de cible d'entrainement à l'armée américaine. |              |
| SS Monte Carlo     | 32° 40′ 26″ N, 117° 10′ 23″ O       | Sur le rivage de Coronado, en Californie | Le Monte Carlo était un pétrolier à coque de béton lancé en 1921 en Caroline du Nord. À partir de 1932, le navire est ancré quelques kilomètres au large de Point Loma en Californie, dans les eaux internationales pour y abriter des activités prohibées de jeu et de prostitution. Le 31 décembre 1936 une tempête brise les chaînes de ses ancres et il s'échoue sur le rivage de près de San Diego. Ses restes sont visibles lors des basses mers qui font suite aux tempêtes. La légende veut que des dizaines de milliers de dollars Morgan gisent encore sous sa coque. |              |
| Astron (en)        | 18° 43′ 49,79″ N, 68° 27′ 14,27″ O  | Punta Cana, en République dominicaine    | Ce cargo russe fabriqué aux Chantiers de l'Atlantique en 1957 (127 mètres, 27 990 tonnes) transporte vers Cuba quand il s'échoue le 7 avril 1978 devant Punta Cana, par temps calme. Plusieurs hypothèses sont émises : mine, torpille, sabordage. |              |
| YOG–42 (en)        | 21° 55′ 16,47″ N, 156° 54′ 36,35″ O | Lanai, à Hawaï                           | Il s'agit d'une barge de béton destinée au stockage d'essence pour l'US Navy, mise à l'eau en 1943 et volontairement échouée en 1950,. |              |
| Peter Iredale (en) | 46° 10′ 42″ N, 123° 58′ 52″ O       | Fort Stevens, dans l'Oregon.             | Ce grand quatre-mâts de 2 085 tonnes et 85 mètres construit à Maryport en 1890 s'échoue le 26 septembre 1906 en route de Salina Cruz au Mexique vers Portland dans l'Oregon avec 27 hommes d'équipage et 1 000 tonnes de ballast. Il manque son entrée dans la Columbia river et est poussé contre le rivage par les vents et la marée. Son capitaine lui adresse ces mots : « Que Dieu te bénisse et que tes os blanchissent sur ces sables ». Il est toujours visible en 2005,.                                                                                               |              |
| Bernier            | 51° 43′ 31″ N, 56° 25′ 26″ O        | Red Bay, au sud du Labrador (Canada      | Le Bernier s'échoue en 1966 entre le village de Red Bay et l'île Saddle, dans un site archéologique, ancien haut-lieu de la chasse à la baleine par les Basques entre 1550 et 1620. A quelques mètres sous l'eau git aussi l'épave du San Juan (1565). |              |

### En Antarctique
| Nom         | Coord.                       | Localisation                              | Circonstances | Illustration |
| ----------- | ---------------------------- | ----------------------------------------- | --- | ------------ |
| Petrel (en) | 54° 16′ 53″ S, 36° 30′ 29″ O | Grytviken en Géorgie du Sud (Royaume-Uni) | Le Petrel est un baleinier de 245 tonnes et 35 mètres de long, construit à Oslo en 1928 puis affrété pour la chasse au phoques en 1957. Hors d'usage, il rouille désormais près de l'ancienne station baleinière de Grytviken en Géorgie du Sud. |              |

### En Asie
| Nom           | Coord.                       | Localisation                                | Circonstances | Illustration |
| ------------- | ---------------------------- | ------------------------------------------- | --- | ------------ |
| Edro III (en) | 34° 52′ 20″ N, 32° 20′ 30″ E | Près de Pégia, à l'ouest de l'île de Chypre | Ce cargo construit en 1966 et battant pavillon du Sierra-Leone (80 mètres de long, 2 400 tonnes environ) heurte le rivage près de Paphos à Chypre par une mer forte le 8 décembre 2011 alors qu'il transporte une cargaison de Limassol à Rhodes. Les neuf membres d'équipage sont évacués par hélicoptères. Les tentatives pour le remorquer ont échoué et sont abandonnées. |              |

### En Europe
| Nom                             | Coord.                               | Localisation                                                       | Circonstances | Illustration |
| ------------------------------- | ------------------------------------ | ------------------------------------------------------------------ | --- | ------------ |
| Manassa Rose M                  | 35° 30′ 15,664″ N, 23° 41′ 33,086″ E | Baie de Kissamos en Crête                                          | Le Manassa Rose M est un cargo de 94 mètres de long, construit en 1982, propriété d'une société libanaise, opéré par un armateur égyptien et battant pavillon comorien, connu pour son mauvais état. Alors qu'il transporte des métaux entre Alexandrette (Turquie) et Misrata (Libye), il s'échoue le 25 janvier 2022 en Crête à quelques dizaines de mètres de la plage de Drapanias alors qu'il tente de s'ancrer pour échapper à une tempête. Des vagues de cinq mètres le brisent en deux. Huit marins parviennent à s'enfuir dans le canot de sauvetage, les deux autres atteignent la plage à la nage, en état d'hypothermie. Deux officiers sont arrêtés.                    |              |
| Panagiotis                      | 37° 51′ 28″ N, 20° 37′ 36″ E         | Île de Zante, en Grèce                                             | L'échouage du MV Panagiotis le 2 octobre 1980, un jour de tempête et de brouillard, ont rendu célèbre la plage de Navágio (Ναυάγιο) sous le nom de baie du Naufrage. |              |
| Olympia                         | 36° 47′ 19,28″ N, 25° 45′ 24,07″ E   | Île d'Amorgós, en Grèce                                            | En février 1980 pris dans un fort meltem le capitaine cherche un abri sous le vent d'Amorgós. Le bateau est projeté dans la baie de Liverio jusqu'à la plage de Kalotaritissa. Tout l'équipage est indemne. |              |
| Telamon, auparavant Temple Hall | 28° 58′ 32,8″ N, 13° 31′ 21,5″ O     | Lanzarote, en Espagne                                              | Dans une tempête, une partie de la cargaison de troncs d'arbres d'Afrique de ce cargo grec de 8 003 tonnes et 139,5 mètres de long se déplace et ouvre une voie d'eau que l'équipage ne parvient pas à étancher. Le capitaine met le cap sur les Canaries et l'échoue le 31 octobre 1981 devant le port d'Arrecife,. |              |
| American Star                   | 28° 20′ 46″ N, 14° 20′ 49″ O         | Fuerteventura, en Espagne                                          | Ce paquebot transatlantique a été construit en 1940. Retiré du service et destiné à devenir un navire hôtel en Thaïlande, il est pris dans une tempête le 5 janvier 1994 alors qu'il est remorqué au large des Canaries ; les aussières le liant à son remorqueur lâchent et le navire s'échoue dans une baie de la côte occidentale de Fuerteventura. Longtemps, la partie de la proue encore visible tient lieu d'attraction touristique, mais l'épave est depuis mars 2007 entièrement sous l'eau. Un moyeu d'hélice du navire est exposé sur le port de El Médano à Tenerife. |              |
| Cantabria                       | 45° 01′ 45″ N, 1° 11′ 58″ O          | Lacanau, en France                                                 | Sur cette drague du port de Santander près de cinq cents Républicains fuient l'avancée des forces franquistes pendant la Guerre d'Espagne. Volontairement ou trompé par des feux le bateau s'échoue sur la plage aquitaine de Lacanau le 26 août 1937. |              |
| Dimitrios (Δημήτριος)           | 36° 47′ 20,38″ N, 22° 35′ 09,04″ E   | Gýthio, en Grèce                                                   | Ce petit cargo de 67 mètres de long et 965 tonnes construit en 1950 accoste en urgence fin 1980 dans le port de Gythio. Son capitaine est malade et son équipage bientôt licencié. Le navire abandonné y rouille, jusqu'à ce que ses amarres se rompent lors d'une tempête et qu'il soit drossé sur la plage voisine de Vlataki le 23 décembre 1981. |              |
| Gemar I                         | 35° 25′ 38″ N, 27° 10′ 21″ E         | Île de Karpathos, en Grèce                                         | Parfois identifié à un cargo italien qui aurait éperonné les récifs de la plage d'Afiartis au milieu du XXe siècle, il s'agirait plutôt du cargo turc Gemar I, échoué le 19 novembre 1982 alors qu'il transportait un chargement de soude d'Italie en Israël. |              |
| Semiramis                       |                                      | Île d'Andros, en Grèce                                             | S'échoue sur les rochers du rivage du nord de l'île d'Andros, près de la plage de Vori. |              |
| Africa                          |                                      | Île de Milos, en Grèce                                             | Ce tanker se brise en deux sur les formations calcaires qui ourlent la plage de Sarokiniko en 2003. |              |
| Dimitrios P.                    | 35° 36′ 25″ N, 23° 34′ 54″ E         | Îlot de Gramvoussa, à l'extrémité nord-ouest de la Crète           | En route de la Canée vers l'Afrique du Nord avec un chargement de 440 tonnes de ciment, le capitaine de ce petit cargo (325 tonnes, 45 mètres de long) construit en 1921 cherche un abri contre la tempête dans la baie de Gramvoussa. Le vent tournant jette le navire sur les récifs d'Imeri Gramvoussa le 6 octobre 1968 |              |
| MV Plassy (en)                  | 53° 03,3502′ N, 9° 30,2175′ O        | Inis Oírr, la plus orientale des îles d'Aran en Irlande            | Construit en Angleterre en 1941, ce petit cargo jauge 545 tonnes pour une longueur de 50 mètres. Le 8 mars 1960 alors qu'il traverse la baie de Galway avec une cargaison de whiskey, de vitraux et de fils, il est pris dans une forte tempête et s'éventre sur Finnis Rock sur la côte d'Inis Oírr. Les îliens parviennent à évacuer tout l'équipage à l'aide de tyroliennes. |              |
| Garðar BA 64                    | 65° 31′ 01″ N, 23° 50′ 12″ O         | Patreksfjörður, en Islande                                         | Le Garðar BA 64 est un baleinier construit en 1912 en Norvège (sous le nom de Globe IV). Fabriqué en acier, il était propulsé par des moteurs à vapeur mais utilisait aussi la voile. Désarmé en 1981, il rouille depuis dans un des fjords du Nord-Ouest en Islande. |              |
| MV Ranga (en)                   | 52° 06′ 23″ N, 10° 28′ 06″ O         | Près de Slea Head en Irlande                                       | Ce porte-conteneurs de 1 586 tonnes de jauge et 97 mètres de long tombe en panne de moteur lors de son premier voyage en mars 1982, de Vigo à Reykjavik. Une tempête le pousse vers la péninsule de Dingle dans le Kerry ; il s'encastre sur les rochers du cap Dunmore Head. Ses quinze hommes d'équipage sont hélitreuillés ou transportés à terre par tyrolienne. |              |
| Frisco                          | 45° 03′ 54″ N, 0° 37′ 36″ O          | Gauriac dans l'estuaire de la Gironde                              | Ce petit pétrolier à vapeur italien à quai (construit en 1906 aux États-Unis sous le nom de W.S. Porter, et ayant longtemps navigué dans le Pacifique — 117 mètres, 4 902 tonneaux de jauge brute) est sabordé à quai par les Allemands le 27 août 1944, sans doute pour condamner l'accès au dépôt de carburant du port. Ce mois, la Wehrmacht coule près de 200 navires dans l'estuaire et dans le port de Bordeaux (où les restes de certains sont encore visibles). |              |
| MV Captayannis (en)             | 55° 58′ 34″ N, 4° 44′ 31″ O          | Firth of Clyde en Écosse                                           | Alors qu'il attend à l'ancre le passage d'une tempête, ce transporteur de sucre grec construit en 1946, jaugeant 2 662 tonnes et de 121 mètres de long commence à dériver le 27 janvier 1974. Ses moteurs ne peuvent être redémarrés, et les chaînes d'ancres l'entrainent sous le niveau de l'eau. Son capitaine l'échoue sur un banc de sable, où il git sur le flanc encore en 2020,. |              |
| Helvetia (en)                   | 55° 34′ 07″ N, 4° 17′ 13″ O          | Baie de Rhossili au Pays de Galles                                 | Le 1er novembre 1887 ce bateau norvégien lancé en 1844 naviguait de Campbellton dans la province du Nouveau-Brunswick au Canada vers Swansea au Pays de Galles quand il fait naufrage dans la baie de Rhossili. L'équipage est sauvé grâce à l'embarcation de sauvetage et pour un d'entre eux à une tyrolienne. |              |
| Presidente Viera                | 45° 50′ 34″ N, 1° 15′ 17″ O          | Plage de la Giraudière à Saint-Trojan sur l'Île d'Oléron en France | Ce cargo à vapeur uruguayen jaugeant 14 000 tonneaux navigue vers Bordeaux depuis Montevideo après une escale à New York. Victime d'une panne de gouvernail dans la nuit du 18 au 19 décembre 1916, il s'échoue sur le littoral et se brise en deux. Les vingt-cinq hommes d'équipage sont sauvés le matin suivant. Rapidement ensablée, l'épave ne réapparaît qu'en 1987, à la faveur du recul du trait de côte. |              |
| Apollonian Wave                 | 44° 10′ 54″ N, 1° 18′ 16″ O          | Plage de Lespecier à Mimizan, France                               | L’Apollonian Wave est un pétrolier construit en 1958 par les chantiers navals Hitachi Shipyard d’Onomichi sous le nom de Vega. Au cours de son remorquage vers Bilbao afin d’y être détruit, il s’échoue à Mimizan le 2 décembre 1976 alors que l’équipage a déjà été évacué par hélicoptère. Il est détruit sur place après s’être cassé en deux. |              |
| Virgo                           | 44° 10′ 54″ N, 1° 18′ 16″ O          | Plage de Lespecier à Mimizan, France                               | Le Virgo est un navire de commerce battant pavillon grec, construit sous le nom de Grönnebek en 1954 par les chantiers Orenstein-Koppel à Lübeck. Lors d'un trajet entre le port de Bayonne et le port de Lisbonne, il s'échoue à Mimizan le 2 décembre 1976, à 700 mètres de l’Apollonian Wave. Il sera démoli sur place. Son ancre a été conservée et reste visible devant l'église Notre-Dame des Dunes à Mimizan-Plage. En 2019, et selon les marées et les phases d'érosion ou d'accrétion de la plage des restes sont visibles. |              |
| Bateaux divers                  | 44° 50′ 52″ N, 0° 33′ 58″ E          | Port de Bordeaux, France                                           | À la fin de la Seconde Guerre mondiale, les Allemands coulent environ quatre-vingt navires dans le port de Bordeaux pour ralentir la progression des Alliés. La plupart sont retirés avant 1947, mais cinq épaves subsistent en 2021, visibles sur la rive droite de la Garonne,. |              |
| Le Sanaga                       | 47° 38′ 20″ N, 3° 27′ 15″ O          | Île de Groix, France                                               | Cargo grec échoué le 28 mars 1971 |              |
| SS Empire Seaman                | 58° 52′ 17″ N, 2° 55′ 00″ O          | Baie de Scapa Flow, dans les Orcades en Écosse                     | Construit à Lübeck et 1922 où les Allemands le baptisent SS Morea, ce navire à vapeur en acier est capturé par les Britanniques en février 1940 au large du Cap Finisterre alors qu'il tente de gagner l'Allemagne depuis Vigo. Renommé SS Empire Seaman, il est conduit dans les Orcades et sabordé avec d'autres le 30 juin 1940 entre les îlots Glimps Holm et Burray, afin de prévenir les intrusions de sous-marins nazis dans la baie de Scapa Flow qui sert de base maritime à la Royal Navy. Sa superstructure, sa proue et sa poupe ont été récupérées dans les années 1940, mais plusieurs éléments, incluant des machines, restent visibles à marée basse au XXIe siècle. |              |
| MV Lycia                        | 58° 52′ 53″ N, 2° 54′ 01″ O          | Baie de Scapa Flow, dans les Orcades en Écosse                     | Le MV Lycia est un navire à moteur diesel britannique, construit en 1924 à Glasgow. Il est réquisitionné en 1940 par l'Amirauté pour servir de blockship dans le dispositif de protection de la base navale de la baie de Scapa Flow contre les intrusions de sous-marins nazis. Échoué sur l'îlot de Lamb Holm, il est sabordé le 19 février 1941. Son épave est toujours visible entre cette île et Glimps Holm. |              |
| SS Reginald                     | 58° 52′ 13″ N, 2° 54′ 46″ O          | Baie de Scapa Flow, dans les Orcades en Écosse                     | Ce navire à vapeur britannique en fer est construit à Glasgow en 1878. Il est acheté en 1914 par l'Amirauté pour servir de blockship dans le dispositif de protection de la base navale de la baie de Scapa Flow contre les intrusions allemande : il est sabordé entre les îlots Glimps Holm et Burray le 15 septembre 1915. Il sert au début du XXIe siècle de point d'amarrage et de site de stockage de matériel aux pêcheurs locaux. |              |

### En Océanie
| Nom                 | Coord.                              | Localisation                      | Circonstances | Illustration |
| ------------------- | ----------------------------------- | --------------------------------- | --- | ------------ |
| Cherry-Venture (en) | 25° 57′ 42″ S, 153° 10′ 26,14″ E    | Teewah Beach, en Australie        | Ce cargo jaugeant 1 600 tonnes construit en Suède en 1945 s'est échoué sur la côte du Queensland du Sud-Est le 6 juillet 1973 : lors d'un voyage à vide d'Auckland à Brisbane, des vagues de 12 mètres causées par une tempête le drossent sur la plage. Les 25 marins s'en sortent indemnes. L'épave a été démantelée en 2007. |              |
| MV Sygna            | 32° 51′ 32,94″ S, 151° 50′ 40,96″ E | Newcastle, en Australie           | Le 26 mai 1974, alors que ce vraquier Australien construit en 1967 (213 mètres; 30 500 tonnes) est à l’ancre en attendant d’entrer dans le port pour charger, il est poussé par une violente tempête et s’échoue sur Stockton Beach à Newcastle. Lors d'une tentative de renfloué le navire si brise. Sa poupe subsiste sur la plage jusqu'à ce qu'une tempête en vienne à bout en 2016. |              |
| Melanesia           | 22° 12′ 25″ S, 166° 21′ 23″ E       | Nouvelle-Calédonie, en France     | Ce bateau (jauge brute de 385 tonnes) construit en 1955 à Bremerhaven est connu sous le nom de Glenelg quand il est saisi par les autorités alors qu'il cabote le long des cotes australiennes. Son commandant parvient à le soustraire du port où il est amarré, est le mène à Port-Vila où suspecté de trafic d'armes il est a nouveau confisqué. Drossé à la côte lors d'un cyclone tropical, il est renfloué et utilisé pour stocker des produits dangereux. A nouveau le 12 décembre 1981 son commandant parvient à prendre le large, mais s'échoue sur les récifs de l'île Pott, où il l'abandonne. Conduit à Nouméa, il reprend brièvement du service en janvier 1983. Mais trop endommagé, il est sorti du port et conduit sur une plage de la baie de Toro. |              |
| SS Maheno           | 25° 16′ 02″ S, 153° 14′ 19″ O       | Île Fraser en Australie           | Ce navire, construit pour le confort et la vitesse en 1904 en Écosse est utilisé comme navire-hôpital lors de la Première Guerre mondiale par les forces navales de Nouvelle-Zélande. Le 9 juillet 1935 un cyclone extratropical hivernal le jette sur l'île Fraser en Australie. |              |
| World Discoverer    | 9° 01′ 23,16″ S, 160° 07′ 22,8″ E   | Île Nggela, dans les îles Salomon | Le World Discoverer est un navire de croisière de 87 mètres construit en 1973 à Bremerhaven. Sa double coque lui permet notamment de naviguer dans les mers arctiques et antarctiques. Le 30 avril 2000, il heurte un récif non cartographié à proximité des îles Salomon. Les passagers évacués, le capitaine conduit l'épave à Roderick Bay pour l'échouer. |              |